# Arábia Saudita nos Jogos Paralímpicos de Verão de 2012
A Arábia Saudita foi um dos participantes dos Jogos Paralímpicos de Verão de 2012, em Londres, no Reino Unido.

## Desempenho

### Levantamento de peso
Masculino
| Atletas         | Evento  | Resultado | Posição |
| --------------- | ------- | --------- | ------- |
| Bassam Al Hawal | -100 kg | 195,0     | 8º      |